# Anton Amand Paudler

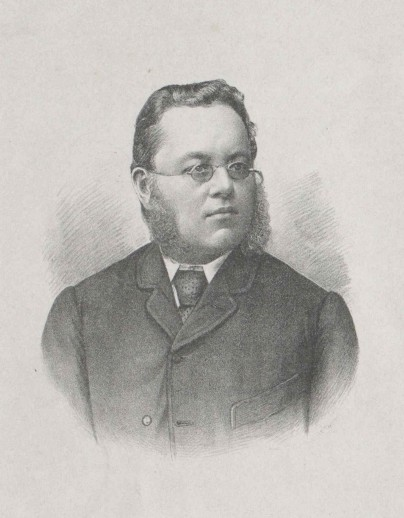
Anton Amand Paudler (1844–1905)

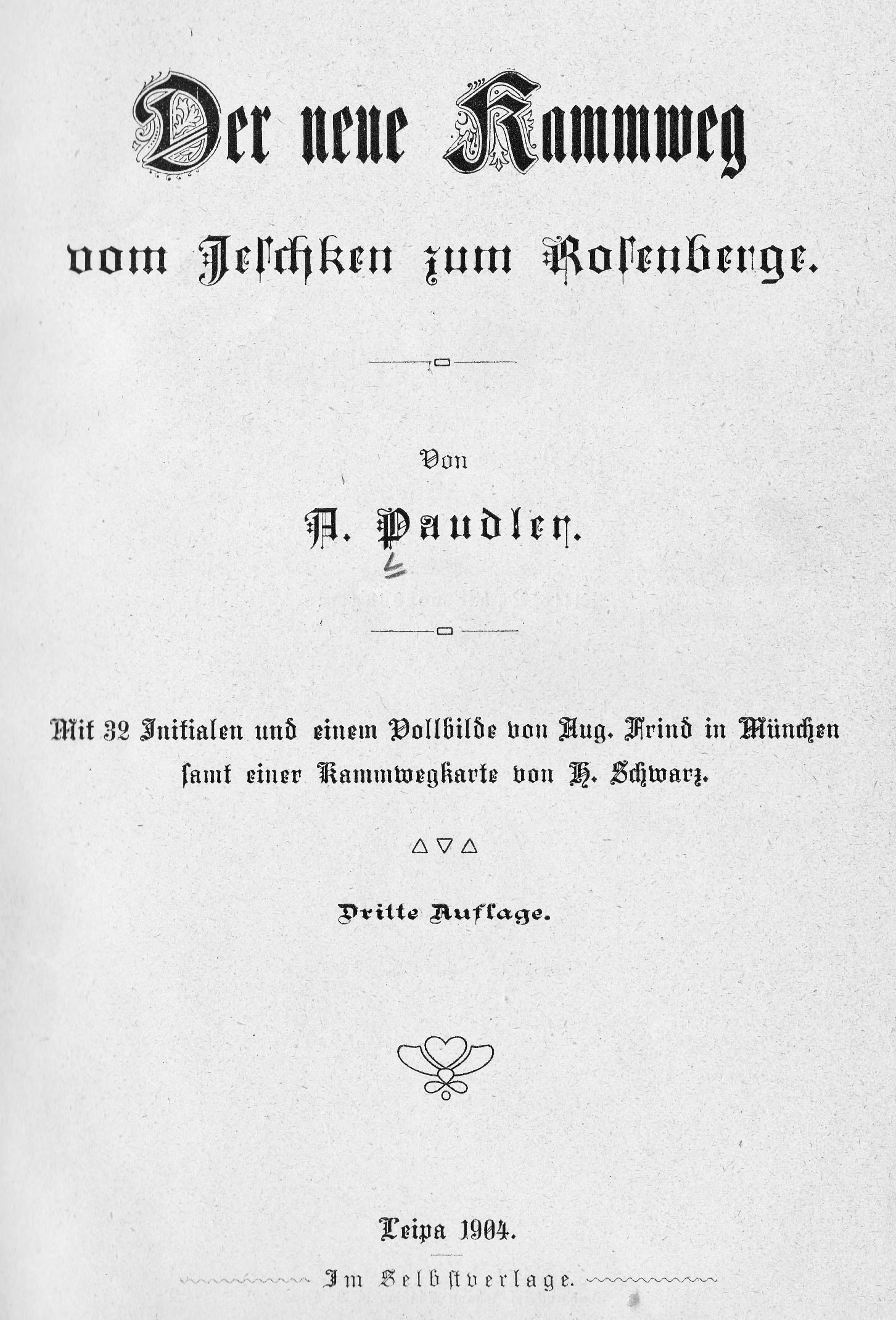
Titelblatt des Buchs Der neue Kammweg

Anton Amand Paudler (* 8. Oktober 1844 in Kamnitz-Neudörfel in Böhmen, jetzt Kamenická Nová Víska, Ortsteil von Česká Kamenice; † 10. November 1905 in Prag) war ein deutsch-böhmischer Schriftsteller und Heimatforscher, römisch-katholischer Priester und Gymnasiallehrer.

## Leben
Nach dem Besuch des Gymnasiums in Böhmisch Leipa (Česká Lípa) trat er 1864 in den Augustinerorden ein, studierte in Prag Theologie und Sprachen und wurde 1868 zum Priester geweiht. Paudler wurde Mitglied des Konvents des Leipaer Augustinerklosters und arbeitete als Lehrer am hiesigen Gymnasium des Ordens. Neben seinen pädagogischen Aktivitäten widmete er sich der Heimatforschung und schrieb zahlreiche Artikel, die er in den Mitteilungen des Nordböhmischen Exkursions-Clubs veröffentlichte. Im Jahre 1878 war er Mitbegründer des Excursionsclubs (Wandervereins) in Nordböhmen.
Gemeinsam mit August Frind wanderte er auf dem Kammweg in Nordböhmen und gab das Buch Der neue Kammweg vom Jeschken zum Rosenberg heraus.
Zwei Jahre nach seinem Tod wurde 1907 ein Denkmal im Leipaer Stadtpark enthüllt, das aber heute nicht mehr existiert. Die Bronzeplatte des Denkmals wurde 1943 kriegsbedingt entfernt und das Paudler-Denkmal 1953 zu einem Kriegerdenkmal für die Gefallenen des 1. und 2. Weltkriegs umfunktioniert.

## Werke
- Kulturbilder und Wanderskizzen aus dem nördlichen Böhmen, 1883 (Digitalisat)
- Sagen und Märchen, 1883
- Forschungen und Wanderungen im nördlichen Böhmen, 1889
- Ein deutsches Buch aus Böhmen, 3 Bde., 1894–95 (Digitalisat)
- Leipaer Dichterbuch: Eine Anthologie, 1898
- Der neue Kammweg vom Jeschken zum Rosenberge, 1904
- Mitteilungen des Nordböhmischen Exkursions-Clubs von 1878 bis 1905 (Herausgeber der Zeitschrift)